# سيمان 2
سيمان 2 (بالإنجليزية: Seaman 2)، هي لعبة فيديو يابانية، وهي من دار نشر شركة سيغا، وتعد هذه اللعبة هي الجزء الثاني والأخير من سلسلة سيمان، صدرت اللعبة في الأسواق اليابانية سنة 2007، وتعمل حصراً لمنصة بلاي ستيشن 2.